# Maja Benedičič
Maja Benedičič, slovenska smučarska tekačica, * 27. januar 1982, Kranj.
Benedičičeva je za Slovenijo nastopila na Zimskih olimpijskih igrah 2006 v Torinu, kjer je nastopila v ekipnem šprintu, zasledovalnem teku na 7,5 km, v teku na 10 km in v teku na 30 km. V šprintu je Slovenija zasedla 14. mesto, v zasledovalnem teku je bila Benedičičeva 39, v teku na 10 km pa je bila 65.